# 1804 na música

## Eventos
- 3ª Sinfonia (a Heroica) de Beethoven

## Nascimentos
| Data        | Nome            | Profissão  | Nacionalidade | Observações | Ref |
| ----------- | --------------- | ---------- | ------------- | ----------- | --- |
| 14 de Março | Johann Strauß I | compositor | Áustria       | m. 1849     |     |
| 1 de Junho  | Mikhail Glinka  | compositor | Rússia        | m. 1857     |     |

## Mortes
| Data | Nome | Profissão | Nacionalidade | Observações | Ref |
| ---- | ---- | --------- | ------------- | ----------- | --- |